# Емералд мрежа
Емералд или „Смарагдна“ мрежа је регионална еколошка мрежа од међународног значаја, која се састоји од мреже Подручја од посебног интереса за заштиту природе (ASCI – енгл. Areas of Special Conservation Interest) на територији Европе, Азије и северне Африке. Основ за успостављање мреже је Конвенција о очувању европске дивље флоре и фауне и природних станишта, Бернска Конвенција. Потписнице ове конвенције дужне су да чувају и одржавају ASCI подручја која су са својих територија номиновале у еколошку мрежу.

## Концепт и историјат
„Емералд“ је међународна еколошка мрежа за очување дивље флоре и фауне и природних станишта у оним земљама које нису чланице ЕУ али са њом одржавају пријатељске везе, или су у фази приступања Унији. Ова мрежа подручја протеже се од Канарских острва до Кавказа, и од Турске до Лапоније. Иницијатива за мрежу покренута је 1998. године као део рада у оквиру Конвенције о очувању европске дивље флоре и фауне и природних станишта, односно Бернске конвенције.
Методологија документовања и номинације подручја у Емералд мрежу је у значајној мери уједначена са методологијом која је дефинисана у оквиру законодавства Европске уније. Листе врста и станишта као и њихова карактеризација је Резулуцијом 4 Савета Европе скоро у потпуности изједначена са листама врста и станишта која се налазе на Директиви о птицама и Директиви о стаништима европске мреже Natura 2000.
Процес евалуације предлога је веома строг и у случају обе мреже врши се сличном методологијом. На посебно организованим састанцима – биогеографским семинарима – евалуира се квалитет предлога мреже проценом степена заступљености врста и станишта, те анализира услов за њихов опстанак у оквиру биогеографских региона који су препознату у датој држави.
Потписнице Бернске Конвенције и учеснице у припреми Емералд мреже осим земаља чланица ЕУ су: Албанија, Арменија, Азербајџан, Белорусија, Босна и Херцеговина, Грузија, Мароко, Македонија, Молдавија, Црна Гора, Норвешка, Русија, Швајцарска, Србија и Украјина (до фебруара 2015. укупно 50 земаља).
Седиште „Емералд“ мреже је Секретаријат Бернске конвенције у Стразбуру.

## Правни основ - Бернска Конвенција
Мрежом „Емералд“ обухваћена су подручја од посебне важности за угрожене врсте и типове станишта истакнутих у додацима (Анексу) Бернске конвенције.
Бернска конвенција је договор земаља да уједине напоре у заштити биодиверзитета. Први пут је потписана 1979. а од 1982. Савет Европе је присвојио декларације формулисане конвенцијом као правно обавезујуће за све чланице Европске уније. Касније, за чланице ЕУ, Емералд мрежа унапређена је у правно и територијално сличан концепт еколошке мреже Natura 2000. Концепт „Смарагдне“ мреже остаје конвенционални акт за земље које нису чланице Уније, а за кандидате чланства у ЕУ, ова мрежа представља припрему и допринос имплементацији програма Natura 2000.

## Примена Бернске конвенције у Србији
Србија је Бернску Конвецију потписала и ратификовала 2008. године, уочи најаве приступа Европској унији. Током припрема за имплементацију надлежне институције Републике Србије израдиле су предлог листе подручја које би требало да уђу у међународну еколошку мрежу.
Србија својим положајем припада панонском, планинском и алпском биогеографском региону, а сам предлог Емералд мреже за Србију садржи листу 61 потенцијалних подручја (13,18% територије државе) која су значајна за заштиту и очување дивљих биљних и животињских врста и њихових станишта из додатка Бернске конвенције.
Пилот пројектом „Успостављање Емералд мреже у земљама југоисточне Европе“ реализованим 2005. и 2006. године од стране Завода за заштиту природе Србије, под координацијом Биолошког факултета у Београду, извршена је идентификација врста и станишта и предложена листа Емералд врста које су значајне за Србију, као и избор и опис потенцијалних Емералд подручја у Србији. У оквиру пројекта детаљно је обрађено свега 6 подручја (9,83%) од укупно предложених 61 „Емералд“ подручја.
На основу урађеног, закључак са биогеографског семинара за Западни Балкан одржаног новембра 2011. године у Бару, био је да припрема и развој Емералд мреже у Србији нису били задовољавајући. Међутим, покретањем преговора са ЕУ у вези започињања приступног процеса и званичне потврде кандидатуре 2012. године, Србија се према Поглављу 27. преговарачког поступка обавезује за припрему и примену сложеније и правно обавезујуће Natura 2000 мреже.
Према томе, Емералд мрежа је, као и услучају осталих земаља у прикључењу послужила као припремна вежба за примену јачег конвента (Хрватска представља изузетак, јер је прескочила тај корак да би убрзала свој присупни процес).
У Србији је према стању из 2014. Емералд мрежа – у коју је номиновано 61 подручје укупне површине 10.210,78 km² – нефункционална и за сада, није успостављен правни механизам контроле примене Бернске конвенције.